# Vương Nguyên Quỳ
Vương Nguyên Quỳ (chữ Hán: 王元逵, bính âm: Wang Yuankui, 812 - 854 hay 857), thụy hiệu Thái Nguyên Trung công (太原忠公) là Tiết độ sứ Thành Đức dưới thời nhà Đường trong lịch sử Trung Quốc, nắm quyền cai trị bán li khai với chính quyền trung ương trong giai đoạn 834 - 854.

## Thân thế và thuở thiếu thời
Vương Nguyên Quỳ là con trai trưởng của tiền tiết độ sứ Vương Đình Thấu. Ông chào đời vào năm 812 dưới triều vua Hiến Tông nhà Đường. Khi đó Vương Đình Thấu vẫn là nha tướng phục vụ dưới trướng đương kim tiết độ sứ Vương Thừa Tông. Sau khi Vương Thừa Tông chết (820), em là Vương Thừa Nguyên từ chối kế nhậm, do đó triều đình nhà Đường trong khoảng thời gian ngắn đã giành lại quyền kiểm soát bốn châu của Thành Đức. Tuy nhiên vào mùa thu năm 821, Vương Đình Thấu đã làm phản và giết tiết độ sứ được triều đình bổ nhiệm là Điền Hoằng Chánh, nắm quyền cai trị ở Triệu. Triều đình nhà Đường sai nhiều chiến dịch thảo phạt không thành, đã phải công nhận ngôi Tiết độ sứ của Vương Đình Thấu.
Sau khi cha lên nắm quyền, Vương Nguyên Quỳ được cử làm Hữu tư mã Trấn châu (trị sở Thành Đức) kiêm Đô tri binh mã sử. Năm 834, Vương Đình Thấu qua đời, quân trung ủng hộ ông lên kế nhậm chức Tiết độ sứ. Năm 835, vua Văn Tông nhà Đường sai sứ đến phong cho Vương Nguyên Quỳ làm Kiểm giáo Công bộ thượng thư, Trấn châu đại đô đốc phủ trưởng sử, Thành Đức quân tiết độ sứ, Kiểm giáo Tả phó xạ. Vương Nguyên Quỳ không tiếp tục thực thi chính sách của cha mà tỏ ra cung thuận với nhà Đường, mỗi năm đều dâng đồ cống nộp, vì thế được Đường Văn Tông tín nhiệm.

## Làm Tiết độ sứ
Năm 837, Đường Văn Tông đem người em gái họ là công chúa Thọ An gả cho Vương Nguyên Quỳ, phong cho ông làm Phò mã đô úy. Nguyên Quỳ sai cô là Đoàn thị đến Trường An nộp sinh lễ, Đoàn thị mang theo đồ sính lễ 2000 món sơn hào hải vị, áo giáp ngựa chiến; những người thân cận và cung tì hầu hạ công chúa cũng có phần, vì thế triều dã ai ai cũng khen ngợi.
Năm 843, Tiết độ sứ Chiêu Nghĩa Lưu Tòng Gián qua đời, cháu là Lưu Chẩn tự ý nắm quyền nhưng không được triều đình công nhận. Đường Vũ Tông và tể tướng Lý Đức Dụ chuẩn bị thảo phạt Chiêu Nghĩa, nhưng do lo sợ các trấn xung quanh sẽ hỗ trợ Lưu Chẩn, liền giao ước với Vương Nguyên Quỳ và Tiết độ sứ Ngụy Bác Hà Hoằng Kính, Tiết độ sứ Lư Long sẽ cho các trấn giữ lệ cha truyền con nối, đồng thời nếu đồng ý giúp quân thì sẽ ban thưởng cho ba châu ở phía đông núi Thái Hàng. Do đó Ngụy, Triệu hai trấn không giúp quân cho Lưu Chẩn.
Sau khi nhận sắc chỉ của triều đình phong mình làm Bắc diện chiêu thảo sứ, Vương Nguyên Quỳ huy động quân đội ở Triệu châu chuẩn bị tiến công Lưu Chẩn. Liên quân thảo phạt còn có Hà Hoằng Kính ở Ngụy Bác, Vương Mậu Nguyên ở Hà Dương(王茂元), Tiết độ sứ Hà Đông Lưu Miễn, tiết độ sứ Vũ Ninh Lý Ngạn Tá, Tiết độ sứ Hà Trung Trần Di Hành. Vương Nguyên Quỳ nhanh chóng chiếm được hai trại quân của Chiêu Nghĩa, đánh bại quân của Lưu Chẩn. Vua Vũ Tông hạ chiếu khen ngợi, phong làm Đồng trung thư môn hạ bình chương sự. Do Hà Hoằng Kính chỉ hứa suông mà không ra quân, Vương Nguyên Quỳ đã dâng biểu kể tội Hoằng Kính trước sau bất nhất, nên nhà vua cho tướng Vương Tể làm Tiết độ sứ Trung Vũ, dẫn quân qua Ngụy châu để tấn công Chiêu Nghĩa.
Mùa xuân năm 844, tướng ở Hà Đông là Dương Biện nổi dậy trục xuất Tiết độ sứ, hợp tác với Lưu Chẩn cùng chống lại nhà Đường. Quân Đường phải cùng lúc đối phó với hai kẻ thù, nên Vũ Tông lệnh cho Vương Nguyên Quỳ dẫn binh từ núi Thái Hàng phối hợp với quân nhà Đường đối phó với quân Hà Đông. Tuy nhiên về sau tướng Đường Lữ Di Trung đã nhanh chóng đánh bại và giết chết Dương Biện, và quân Triệu chưa chính thức tham gia chiến dịch này.
Năm 844, Bùi Vấn (em vợ của Lưu Tòng Gián) vì bất mãn với việc Lưu Chẩn buộc tướng sĩ phải nộp thuế đinh ngay khi chiến sự đang nổ ra, nên cùng Cao Nguyên Vũ dâng đất Hình châu đầu hàng Vương Nguyên Quỳ, sau đó đến lượt hai châu Thấp, Từ cũng đầu hàng Hà Hoằng Kính. Tiếp đến, tướng ở Chiêu Nghĩa là Ngụy Nguyên Đàm được giao nhiệm vụ trấn giữ Nghiêu Sơn đến đầu hàng; nhưng Nguyên Quỳ nổi giận vì Nguyên Đàm chiến đấu với mình nhiều trận và giết nhiêu binh Triệu; nên ra lệnh giết Nguyên Đàm và hơn 20 người dân tỏ ra bất kính với ông. Trước tình hình đó, quân Chiêu Nghĩa lo sợ và đóng hết cửa thành cố thủ, không ra hàng quân Triệu mà còn chuẩn bị giao tranh. Vua Vũ Tông cùng Lý Đức Dụ hạ lệnh bảo Vương Nguyên Quỳ ngừng ngay các việc làm trả thù, đồng thời cho Tiết độ sứ Chiêu Nghĩa được triều đình sách phong là Lư Vận đến thủ dụ dân chúng. Cuối cùng vào mùa thu, Lưu Chẩn bị tướng dưới quyền là Quách Nghị giết chết; Quách Nghị sai đó dâng trấn đầu hàng, kết thúc chiến dịch. Sau trận này, họ Vương đã có trong tay năm châu ở Hà Bắc. Vua Vũ Tông phong cho Vương Nguyên Quỳ làm Thái phụ, Thái Nguyên quận khai quốc công, thực ấp 2000 hộ, thực phong 200 hộ.
Năm 854, Vương Nguyên Quỳ qua đời (theo Tân Đường thư, còn Cựu Đường thư cho là tháng 2 năm 857). Đến năm 855 triều đình nhà Đường mới biết được tin này. Đường Tuyên Tông hạ chiếu truy phong làm Thái sư, thụy là Trung. Ông có hai người con trai Vương Thiệu Đỉnh, Vương Thiệu Ý. Vương Thiệu Đỉnh lên kế nhiệm chức Tiết độ sứ, triều đình nhà Đường đồng ý công nhận.